# Mario Kordić

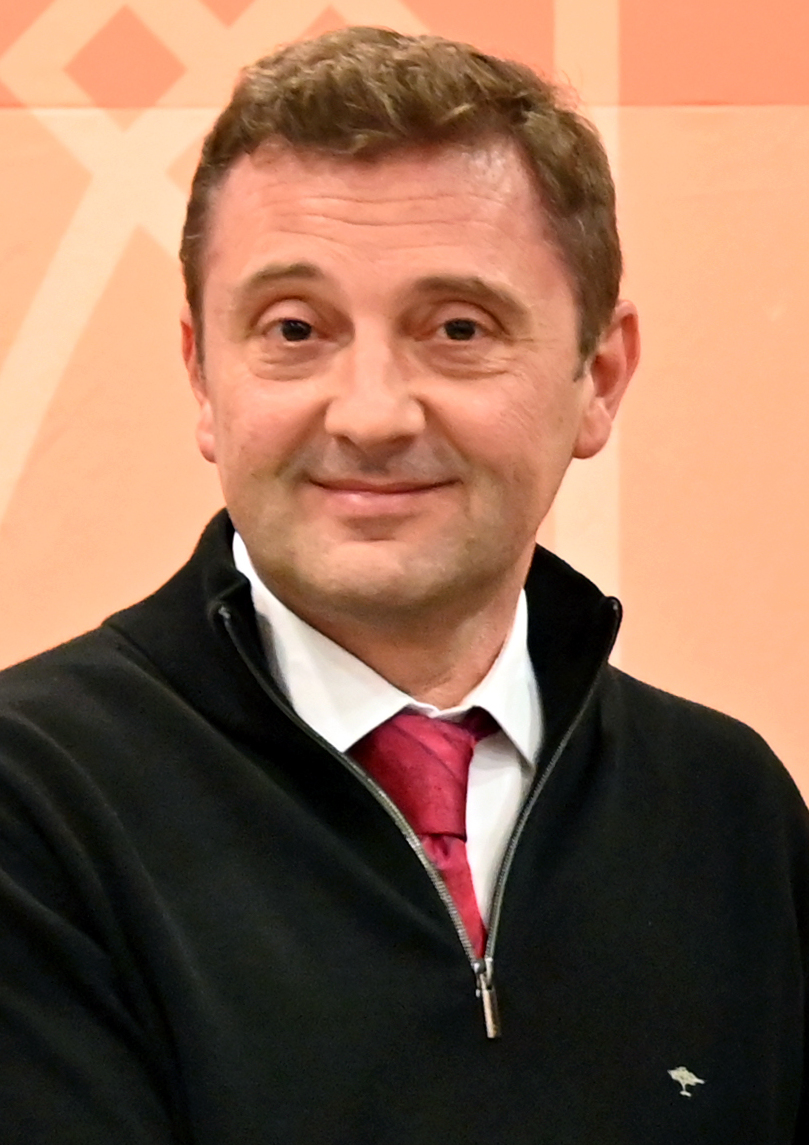
Mario Kordić (2021)

Mario Kordić (* 28. Juni 1972 in Ludwigshafen) ist ein bosnisch-herzegowinischer Politiker (HDZ BiH). Er ist Bürgermeister der Stadt Mostar.

## Leben
Mario Kordić schloss 1996 sein Studium der Medizin an der medizinischen Fakultät der Universität Zagreb ab. Er erlangte 2011 einen Masterabschluss und promovierte 2019. Von 2016 bis 2021 praktizierte er als Arzt in einem großen Krankenhaus in Mostar.
Am 16. Februar 2021 wurde er zum Bürgermeister von Mostar gewählt.
Mario Kordić ist verheiratet und hat zwei Kinder.